# Serge Leuko
Serge Sidoine Tchaha Leuko (ur. 4 sierpnia 1993 w Duala) – kameruński piłkarz, występujący na pozycji obrońcy w cypryjskim klubie Nea Salamina Famagusta oraz w reprezentacji Kamerunu.